# Vadehavspastoratet
Vadehavspastoratet er et pastorat i Ribe Domprovsti, Ribe Stift med de tre sogne:
- Hviding Sogn
- Mandø Sogn
- Vester Vedsted Sogn

I pastoratet er der tre kirker:
- Hviding Kirke
- Mandø Kirke
- Vester Vedsted Kirke